# أدب سلطنة دلهي

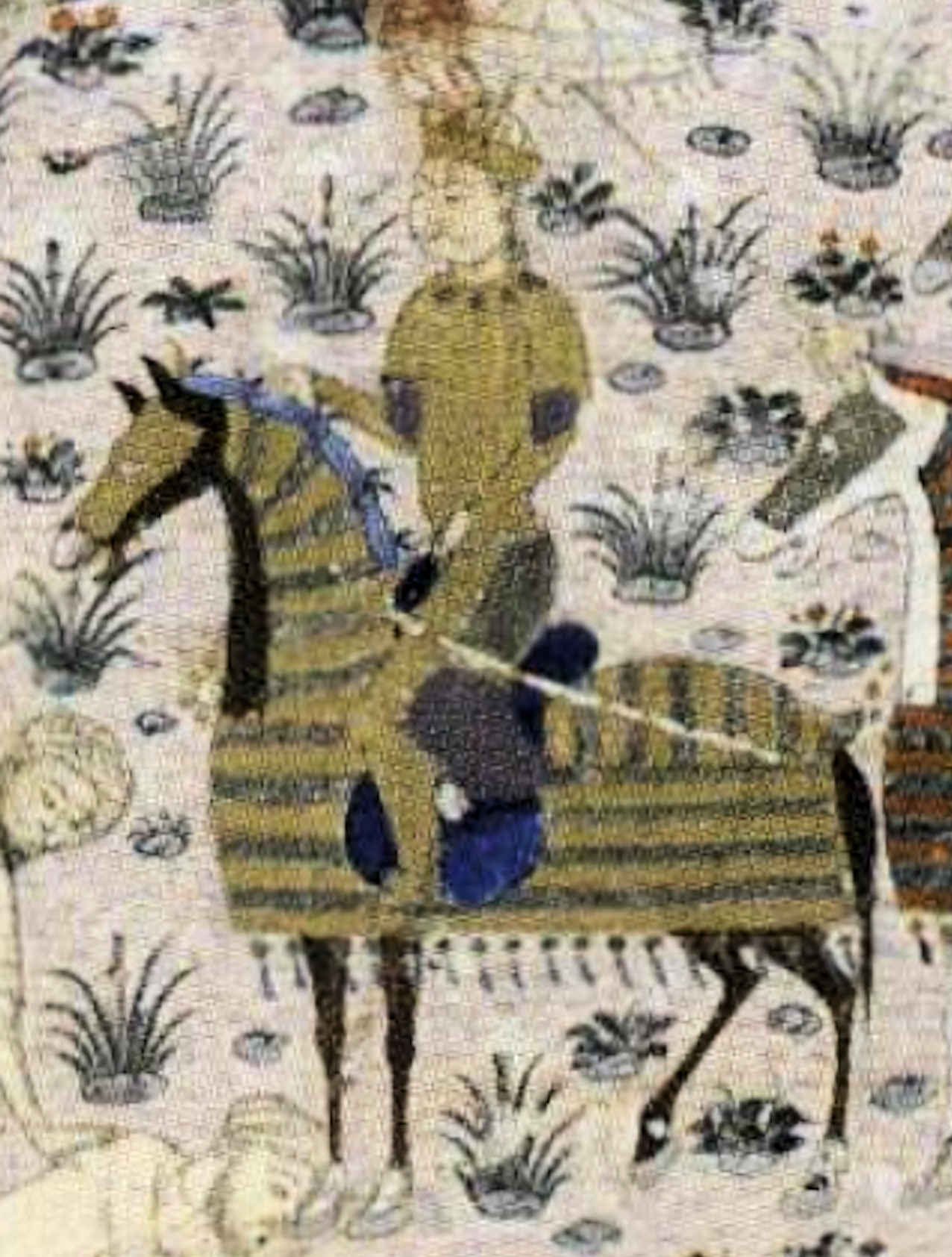
تصوير غياث الدين تغلق، مؤسس دولة تغلق، في بساتين الأنس، رسمها اختصاصي دابير، أحد أعضاء بلاط تغلق وسفير في إيران. نسخة رقمها (Ca.1410) جلايرية من عام 1326 وهي مفقودة.

أدبيات سلطنة دلهي بدأت مع صعود الناطقين بالفارسية إلى عرش سلطنة دلهي، مما أدى بطبيعة الحال إلى انتشار اللغة الفارسية في الهند. وكانت اللغة الرسمية وسرعان ما بدأت الأعمال الأدبية بهذه اللغة بالظهور. في البداية تحدث الأدب الفارسي عن مواضيع كانت مألوفة بالنسبة لأولئك القادمين من بلاد فارس. ومع ذلك، ومع تزايد عدد الهنود الذين تعلموا اللغة، بدأت الأعمال الأدبية تتخذ طابعًا هنديًا أكثر. كان أمير خسرو كاتبًا بارزًا في تلك الفترة، وكان من أوائل الكتاب الذين كتبوا في الأدب الفارسي عن الأحداث المتعلقة بالهند. كان مصدر إلهامه هو الأحداث التي شاهدها من حوله، وسرعان ما أصبح عمله موضع تقدير وأصبح شاعرًا في البلاط.

## الأصل
تطورت اللغة الأردية خلال الفتوحات الإسلامية لبنجاب من آسيا الوسطى في أوائل القرن الحادي عشر، على الرغم من أن اسم "الأردية" لم يكن موجودًا في ذلك الوقت للغة. نشأ الأدب الأردي في وقت ما حوالي القرن الرابع عشر في شمال الهند الحالية بين طبقة النبلاء الراقية في البلاط. لقد كان لاستمرار التقاليد الإسلامية ورعاية الثقافة الأجنبية قبل قرون من قبل الحكام المسلمين، وعادة من أصل تركي أو أفغاني، تأثير كبير على اللغة الأردية نظرًا لأن كلا التراثين الثقافيين كان حاضرًا بقوة في جميع أنحاء الأراضي الأردية. كانت اللغة الأردية، التي تتألف من مفردات مقسمة بالتساوي تقريبًا بين الكلمات البراكريتية المشتقة من اللغة السنسكريتية والكلمات العربية الفارسية، انعكاسًا لهذا الاندماج الثقافي.

## السنسكريتية
ظلت اللغة السنسكريتية لغة مهمة في ذلك الوقت، وعلى الرغم من التأثير المتزايد للغة الفارسية، فقد تمكنت من الحفاظ على مكانتها. فضل الكثيرون الشعراء السنسكريتيين لأنهم كانوا أكثر رسوخًا وخبرة من أولئك الذين عملوا في اللغات الجديدة. تم افتتاح مركز لتعلم اللغة السنسكريتية في ميثيلا [الإنجليزية] (شمال بيهار). وقد حافظت على تقاليد الأدب السنسكريتي الكلاسيكي وأبقته حيًا. ولكن اللغة السنسكريتية بدأت تفقد شعبيتها كلغة فكرية، وكان البراهمة يكافحون من أجل العثور على رعاة لعدم نسيان اللغة.[بحاجة لمصدر]

## اللغات الإقليمية
وكان هناك أيضًا قدر كبير من العمل يجري باللغات الإقليمية. كانت اللغتان السنسكريتية والفارسية لغتين لا يفهمهما الشخص العادي. ازدهرت العديد من اللغات الإقليمية وسرعان ما بدأت الأعمال الأدبية بهذه اللغات.

## طالع أيضًا
- أنانغا رانجا، دليل جنسي من القرن الخامس عشر/السادس عشر
- جوامع الحكايات، مجموعة من الحكايات من القرن الثالث عشر
- طبقات ناصري، تاريخ العالم في القرن الثالث عشر
- الأدب الأردي